# Rue de la Brèche-aux-Loups
La rue de la Brèche-aux-Loups est une voie située dans le 12e arrondissement de Paris.

## Situation et accès
La rue de la Brèche-aux-Loups est une voie en montée, orientée sud-ouest nord-est et longue d'environ cinq cents mètres. Elle débute rue de Charenton et se termine rue Claude-Decaen, près de la place Félix-Éboué.

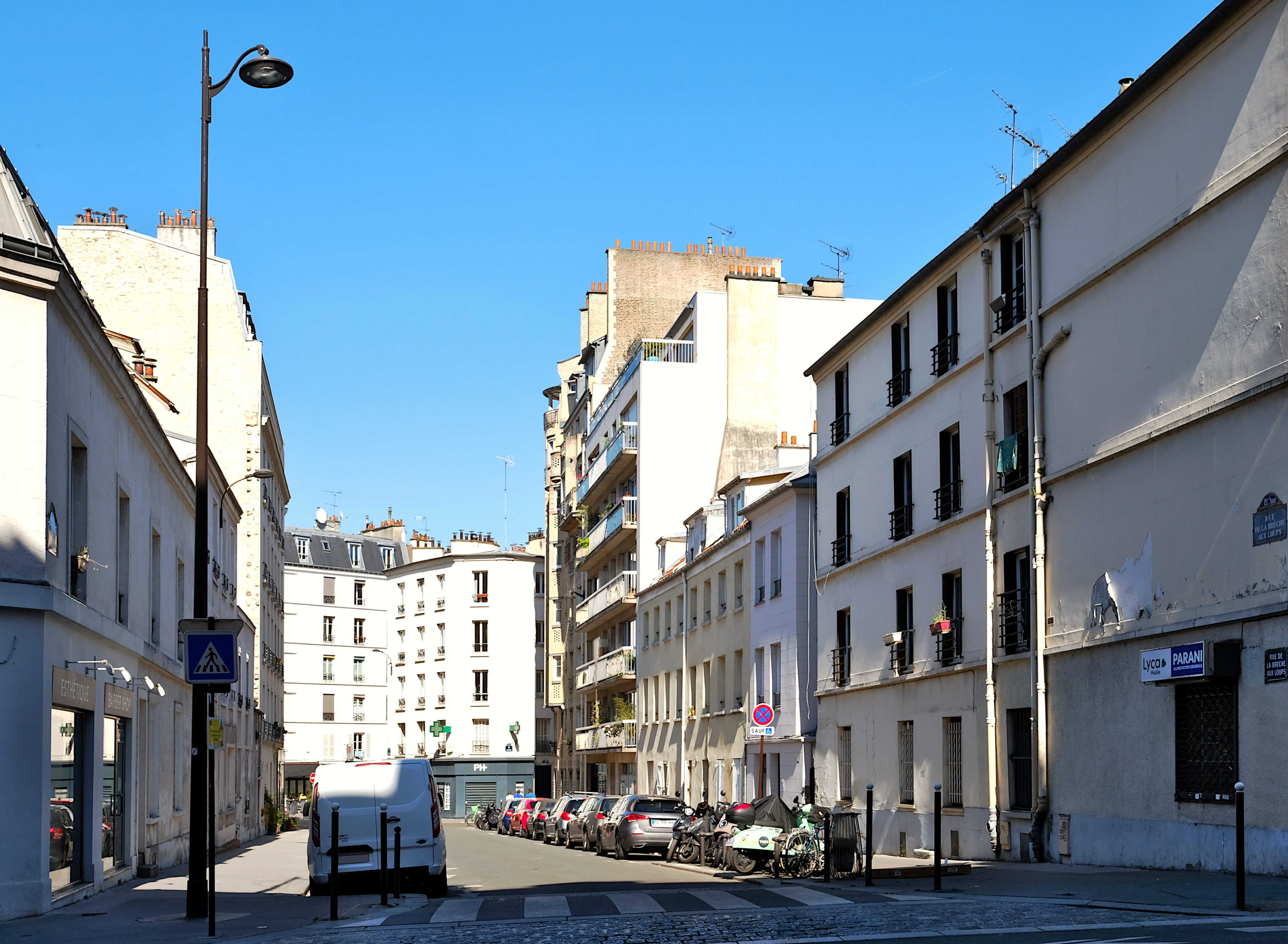
La rue de la Brèche-aux-Loups vue depuis la rue de Charenton (partie basse de la rue).
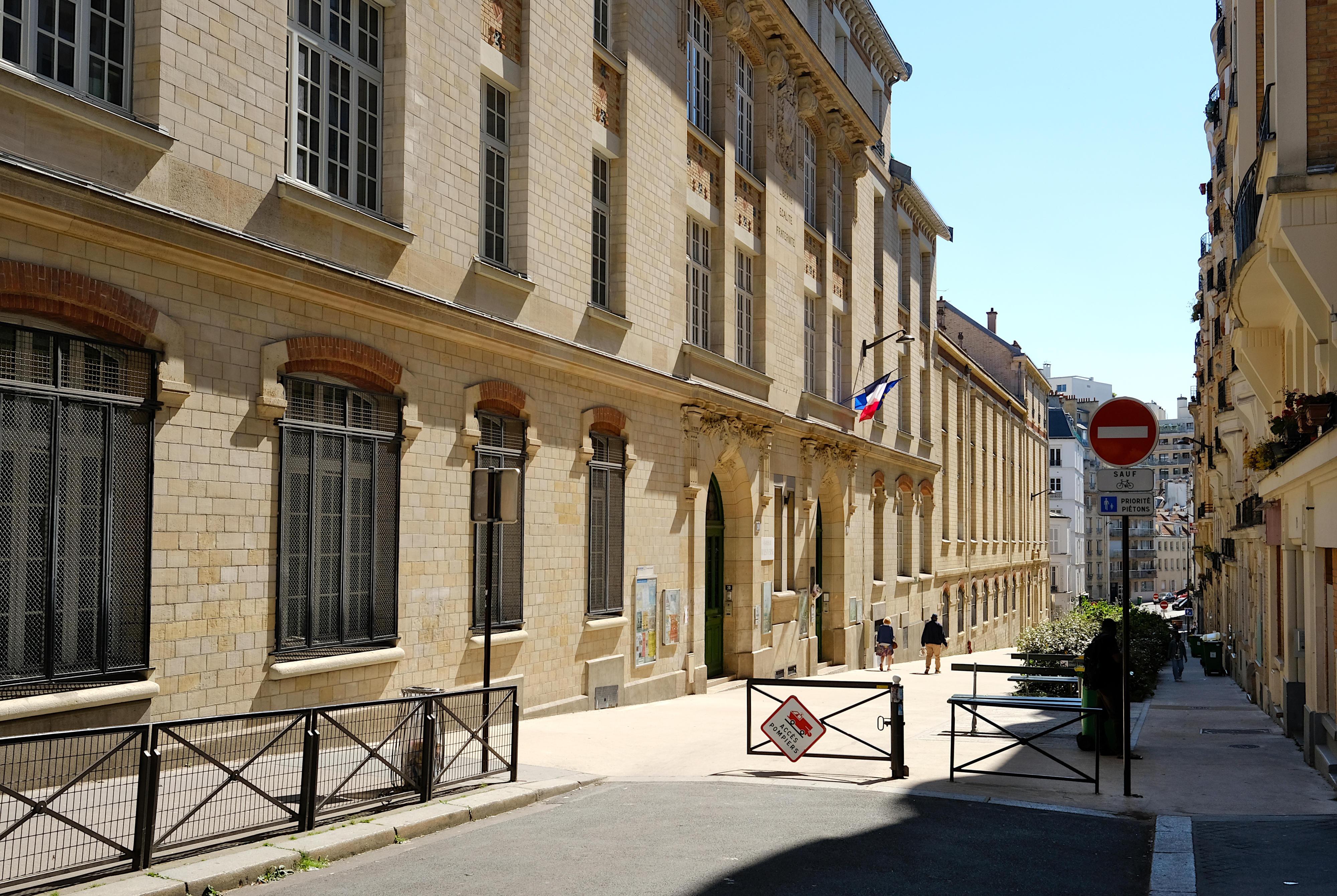
Partie médiane.
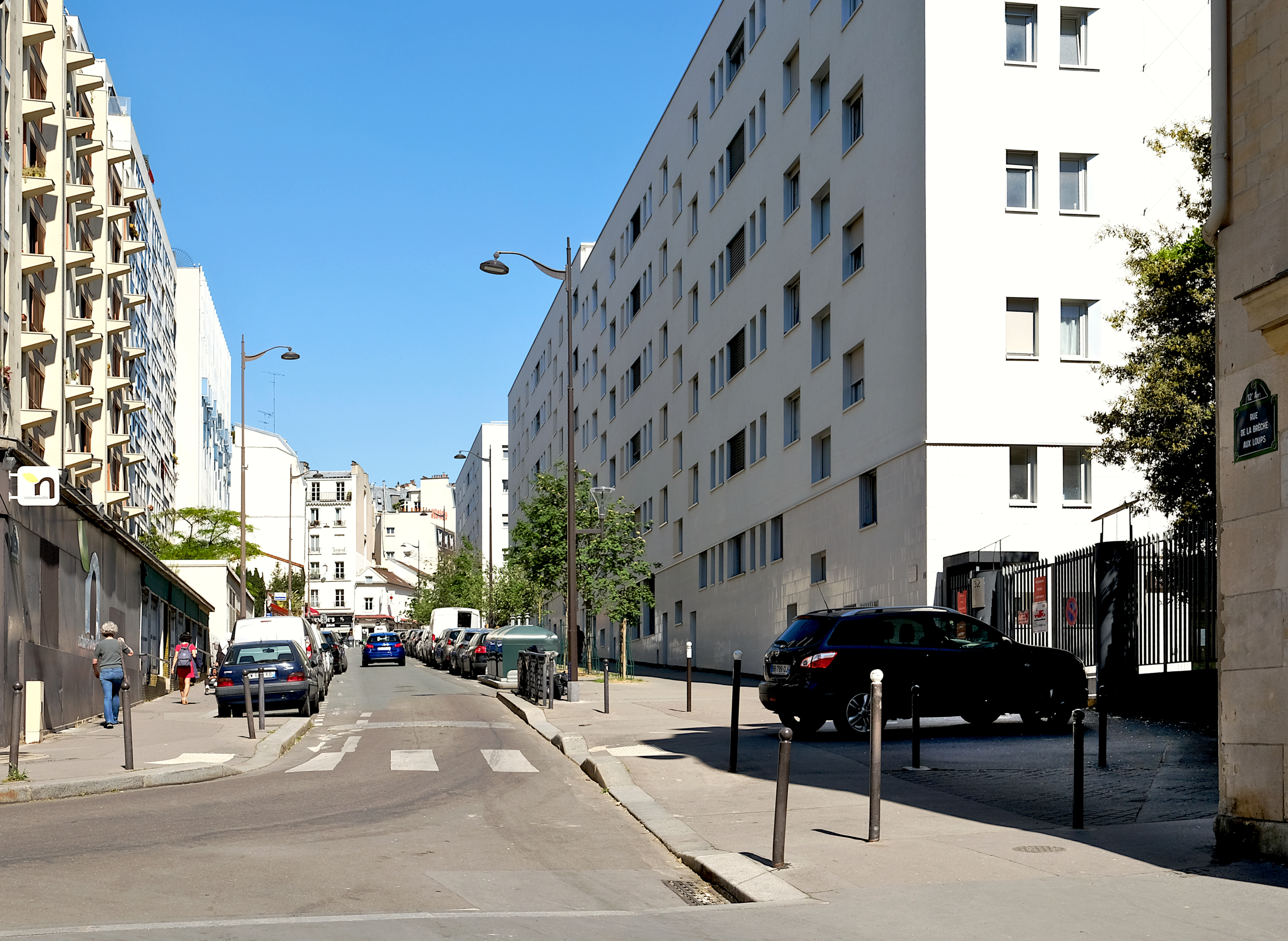
Partie haute (vers la rue Claude-Decaen).

## Origine du nom
Son nom fait référence à un ancien lieu-dit, où les loups se montraient pendant les hivers rigoureux. 
On rapporte qu'au XIIIe siècle, il y eut des années où l'hiver fut tellement froid que des loups affamés venaient jusqu'au Châtelet chercher leur nourriture.

## Historique

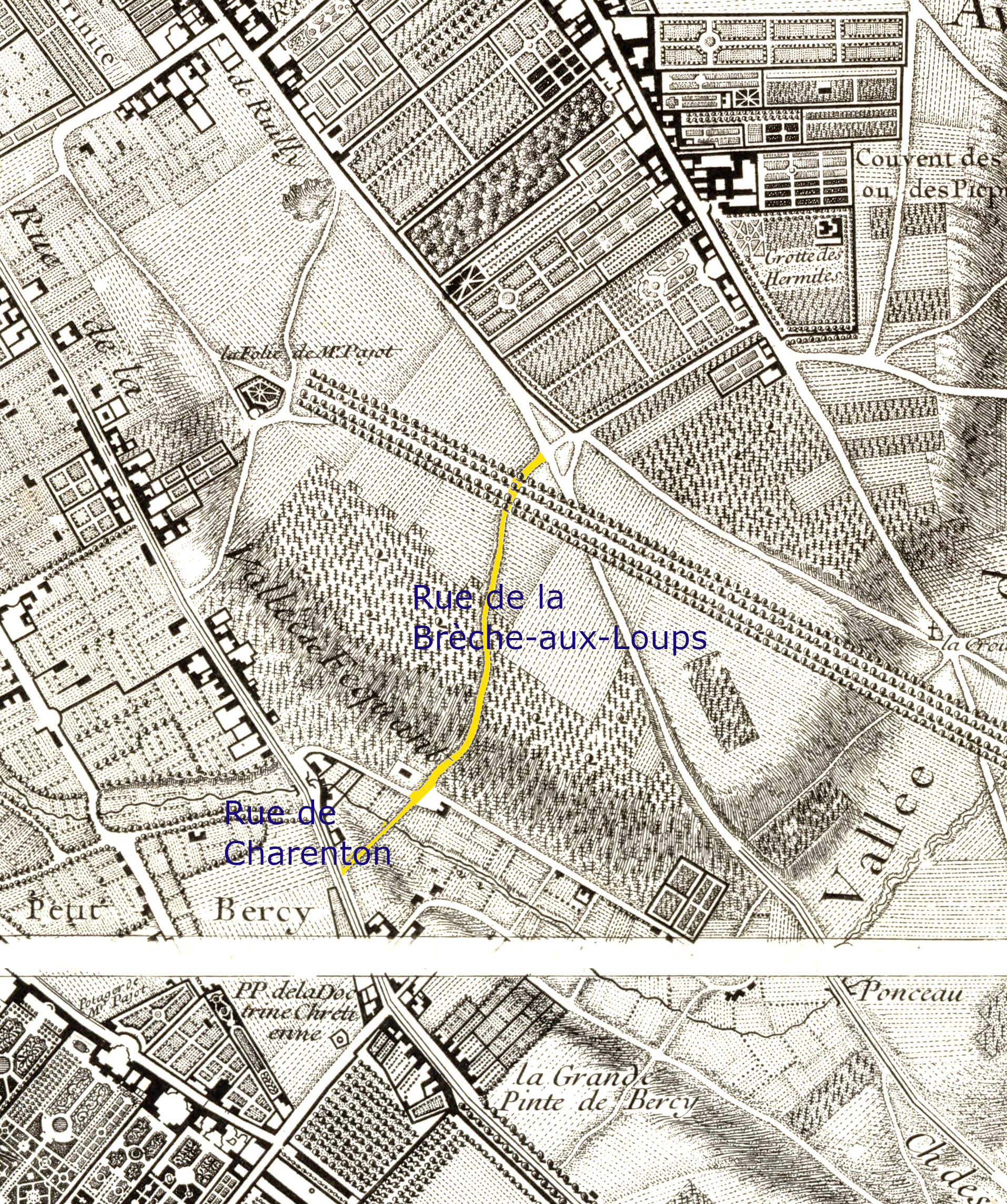
La rue de la Brèche-aux-Loups (en jaune) sur le plan de Roussel de 1730.

Cette très vieille voie de l'ancienne commune de Bercy est présente sous forme de sentier au XIIIe siècle.
Elle est tracée, sur le plan de Roussel de 1730, sous forme de sentier tortueux appelé « ruelle de la Brèche-aux-Loups ». 
La ruelle reliait alors le « chemin des Marais », l'actuelle rue Claude-Decaen, à la rue de la Lancette. Sur le plan, on voit même qu'elle rejoignait la «rue de la vallée de Fécamp», l'actuelle rue de Charenton. Ainsi, dès 1730, le tracé de cette voie existait quasiment à l'identique de celui d'aujourd'hui.
En 1845, le chemin devient une rue et prend alors le nom de « rue de la Brèche-aux-Loups » ; elle sera rattachée à la voirie de Paris par un décret du 23 mai 1863.

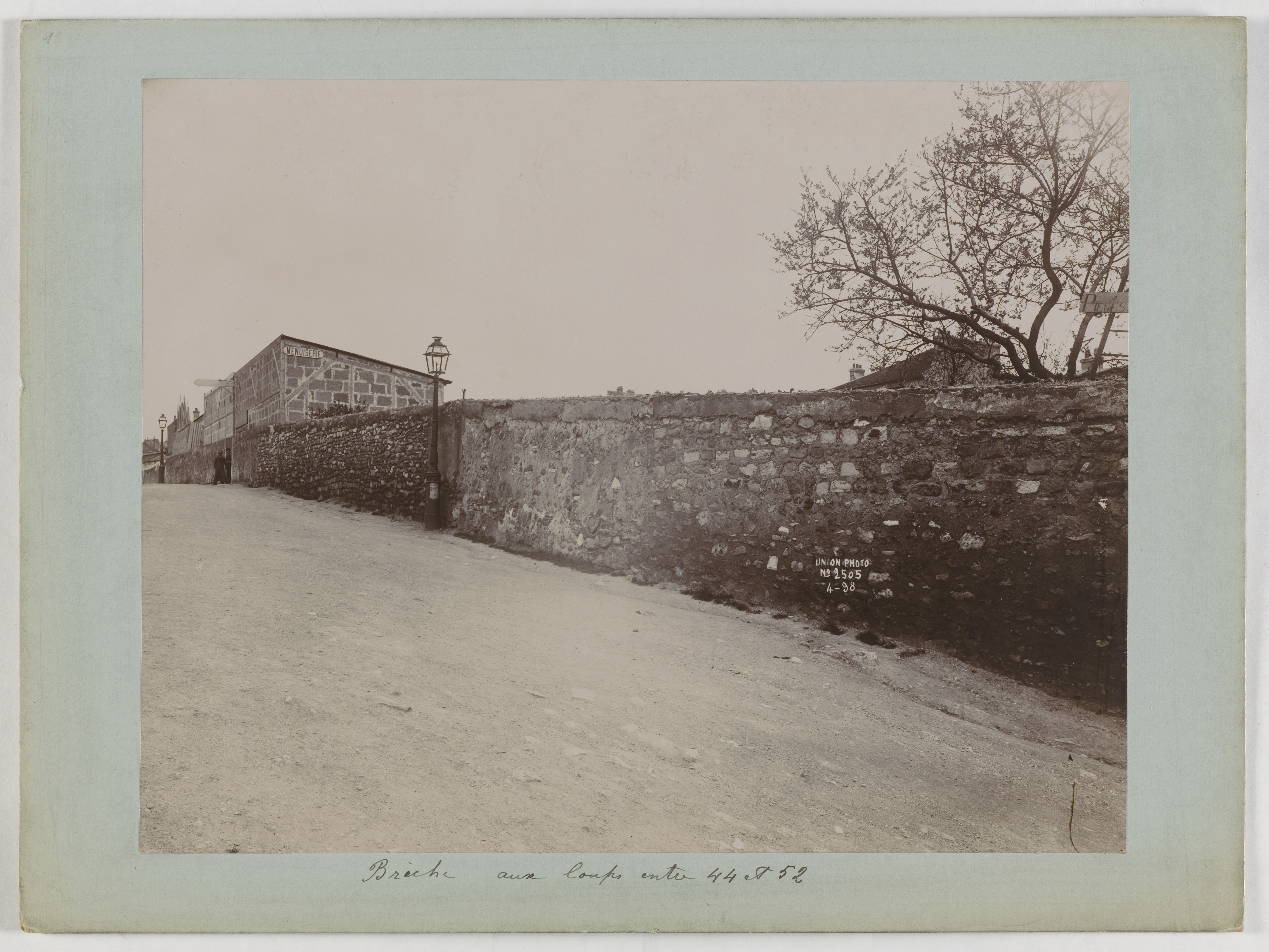
La rue en 1898 (entre les n°44 et 52).
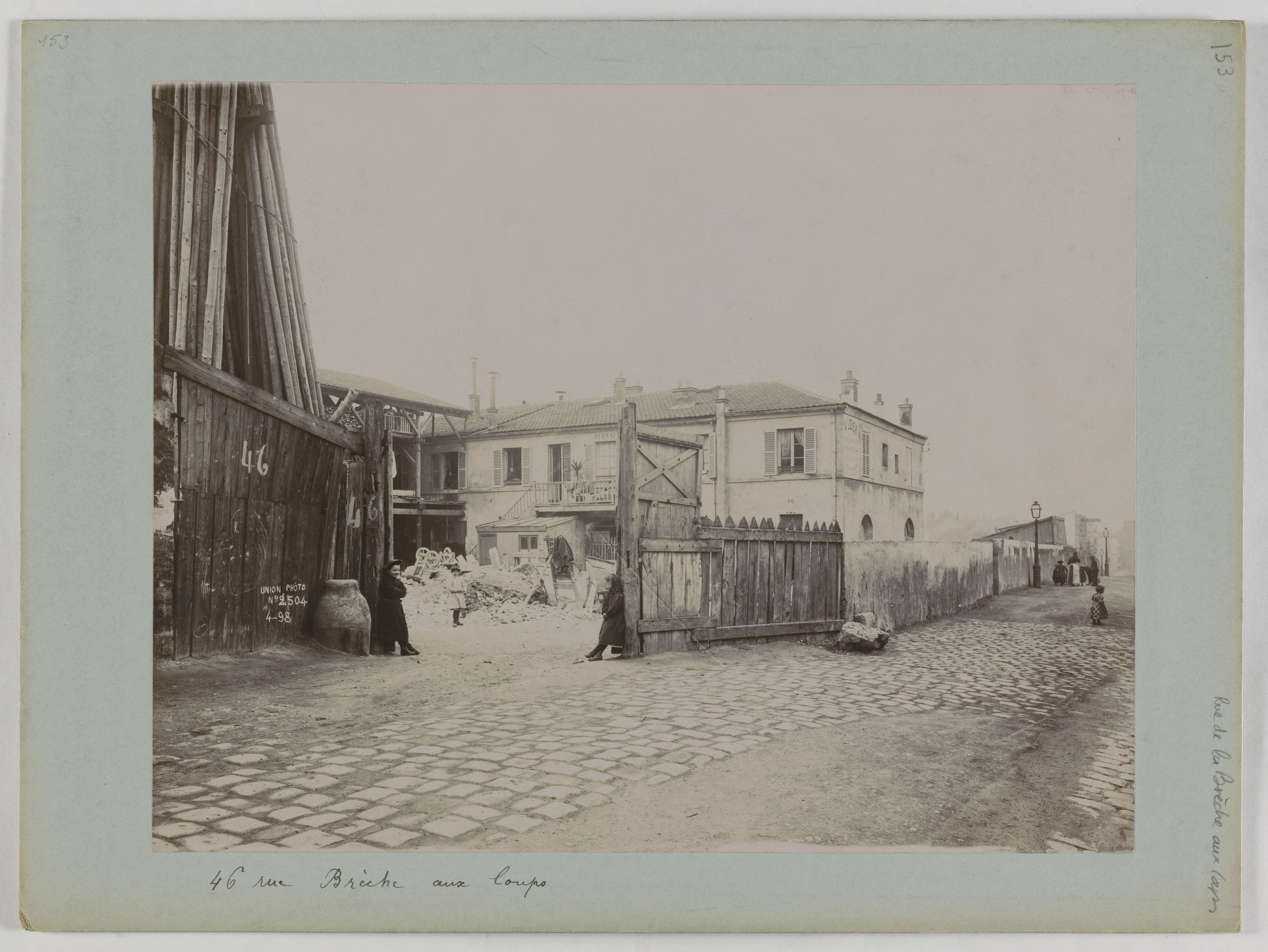
La rue en 1898 (n°46).

## Bâtiments remarquables et lieux de mémoire
- no 14 : maison de ville avec jardin.
- Au no 20, le collège public Jules-Verne.

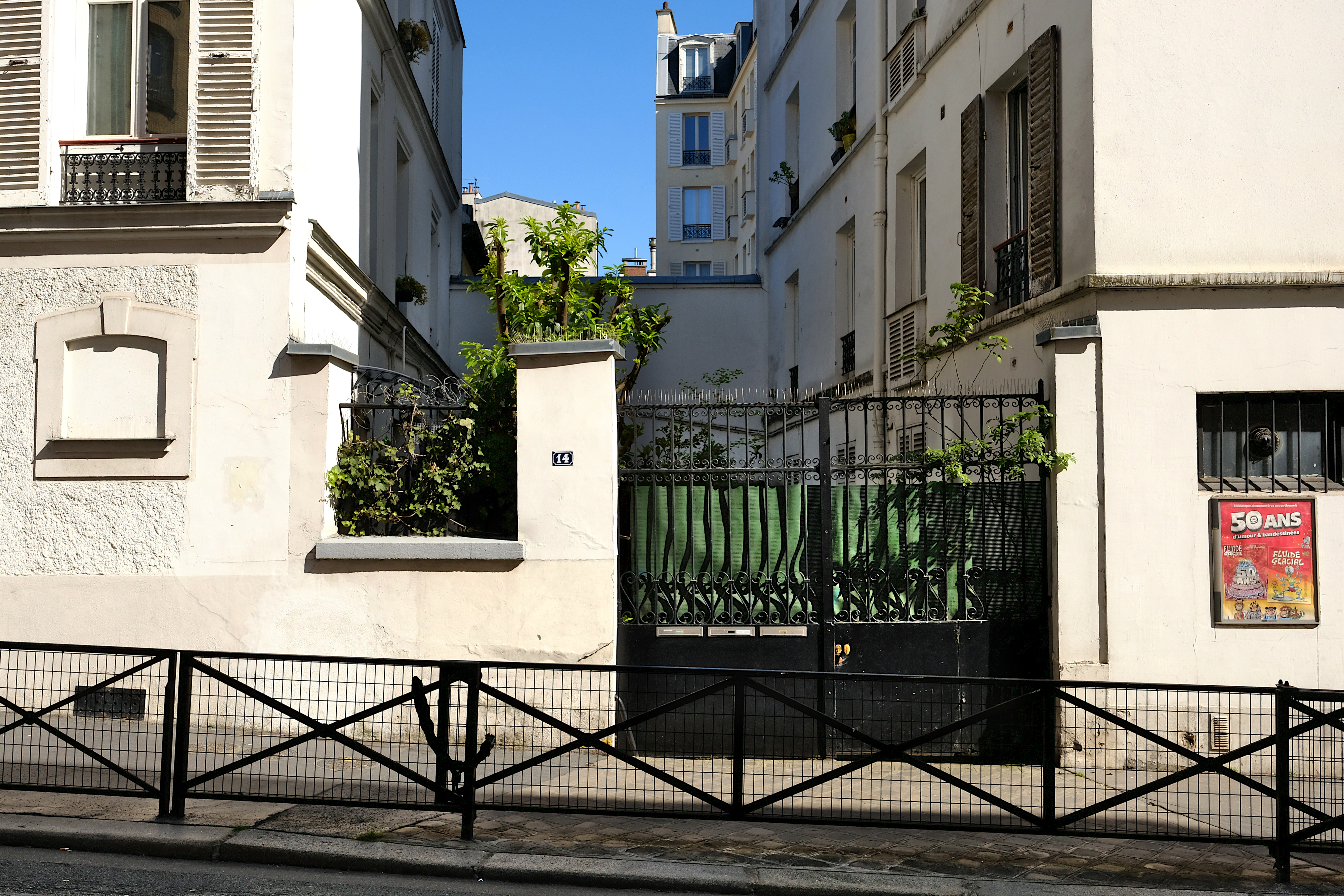
no 14.